# Драже (лекарственная форма)

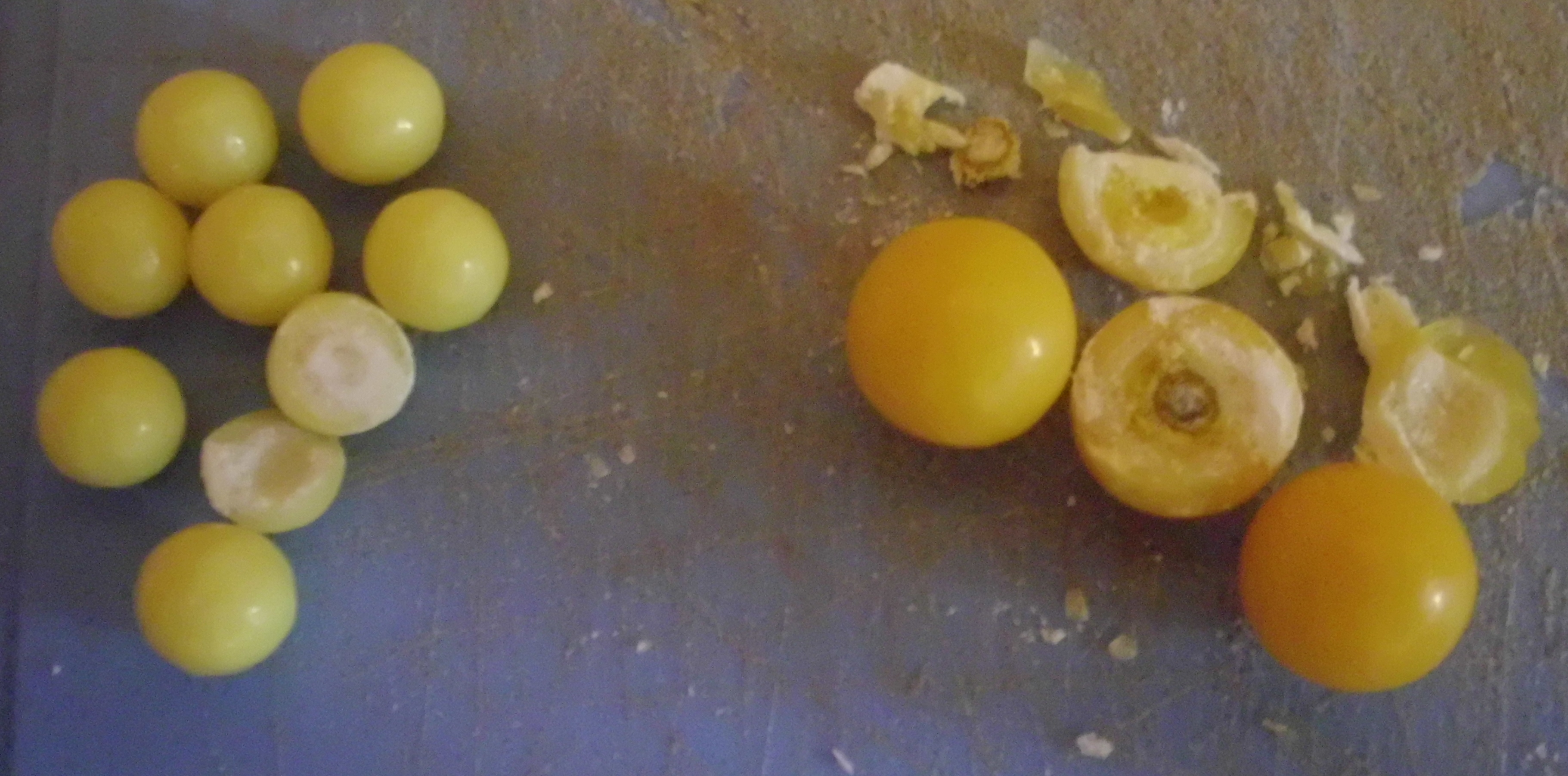
Аскорбиновая кислота (слева) и поливитаминный препарат «гексавит» (справа) в виде драже. На сколе видна слоистая структура драже, особенно заметная у «гексавита» имеющего в составе, помимо вспомогательных, 6 действующих веществ нанесенных послойно

Драже — твердая дозированная лекарственная форма для внутреннего применения. Изготавливают их заводским способом путём многократного наслаивания лекарственных и вспомогательных веществ на гранулы в обдукторах. Как вспомогательные вещества используют крахмал, сахар, пшеничную муку, какао, красители и др. Масса каждого драже не превышает один грамм. Драже лекарственного препарата может содержать как правило до 10 лекарственных веществ. По составу драже могут быть простыми (содержать одно лекарственное вещество) и сложными (более одного). В форме сложных драже в основном выпускают витаминные препараты. Выписывают их под тривиальным названием. В виде драже выпускаются лекарственные препараты, которые не поддаются таблетированию и имеют неприятный вкус, либо обладают раздражающим действием на слизистую ЖКТ или легко разлагаются, или химически взаимодействуют друг с другом.
Принимают драже не дробя их (не разжёвывая), а целиком проглатывая (некоторые лекарства только рассасывая).
Некоторые из лекарственных препаратов выпускаемых в виде драже:
- Аскорбиновая кислота[4]
- Гексавит[5]
- Диазолин[6]
- Канефрон H
- Пипольфен
- Фестал
- Ревит[7]